# Murel
Murel de Tajo, conocido en la Edad Media como Santa María de Murel, es un despoblado situado a orillas del río Tajo, entre las localidades de Carrascosa de Tajo y Morillejo (Guadalajara). 
En la época Alto Imperial, el Imperio romano construyó en este territorio un puente que cruzaba el río Tajo y que unía las localidades actuales de Carrascosa de Tajo y Morillejo (de ahí que más tarde se llamara puente de Carrascosa). Se cree que dicho puente pudo tener al menos cuatro ojos. Hoy en día solo queda parte de su estructura (algún pilar y parte del arranque del puente) fundamentalmente en la orilla de Morillejo, ya que fue destruido durante la Guerra de la Independencia. Además del puente, en esta misma zona se ubicó el Monasterio Cisterciense de Santa María de Óvila.
- Datos: Q6032946